# Joanna z Akki
Joanna Plantagenet, Joanna z Akki (ur. 21 maja 1271 w Akce, zm. 7 kwietnia 1307 w Suffolk) – córka króla Anglii – Edwarda I i jego pierwszej żony -  Eleonory kastylijskiej (1241–1290).
Swój przydomek Joanna zawdzięcza miejscu, w którym się urodziła, miastu – Akce, w Palestynie. To miało odróżniać ją od innej Joanny, jej młodszej siostry, która zmarła we wczesnym dzieciństwie. Joanna urodziła się podczas podróży jej rodziców na Bliski Wschód, podczas VII krucjaty. Dzieciństwo spędziła zaś we Francji – u swojej babki ze strony matki, Joanny de Dammartin, hrabiny Ponthieu. Została nawet zaręczona z Hartmanem, synem Rudolfa I Habsburga – króla Niemiec, ale chłopiec zmarł w 1281 – utopił się w Renie.

## Pierwsze małżeństwo
W 1290, w Opactwie Westminsterskim Joanna poślubiła Gilberta de Clare, 7. hrabiego Hertford. Jej mąż był od niej starszy o prawie trzydzieści lat. Para miała czworo dzieci:
- Gilberta de Clare, 8. hrabiego Hertford,
- Eleonorę de Clare,
- Małgorzatę de Clare,
- Elżbietę de Clare.

## Drugie małżeństwo
Po śmierci jej męża, w 1295, Joanna poślubiła Ralpha de Monthermer, pierwszego barona Monthermer, rycerza pochodzącego z jej domu. Ich ślub miał miejsce w 1297. Jej ojciec król Edward I był wściekły z powodu tego, że jego córka poślubiła kogoś tak nisko urodzonego. On sam był właśnie w trakcie aranżowania jej małżeństwa z włoskim szlachcicem. Monthermer trafił do więzienia a Joanna błagała ojca, żeby uwolnił jej męża. W końcu jej ojciec ustąpił i kazał wypuścić Monthermera z więzienia w sierpniu 1297, pozwolił mu zatrzymać tytuł earla Gloucester i Hereford na czas życia Joanny. Monthermer i Joanna mieli 4 dzieci:
- Marię de Monthermer (ur. październik 1297), w 1306 Edward zaaranżował jej małżeństwo z Duncanem Macduffem, ósmym earlem Fife,
- Joannę de Monthermer (ur. 1299), zakonnicę w Amesbury,
- Tomasza de Monthermer (ur. 1301), drugiego barona Monthermer,
- Edwarda de Monthermer (1304–1339), który walczył w kampanii szkockiej w 1335, ale większość życia spędził służąc swojej przyrodniej siostrze - Elżbiecie, która opiekowała się nim podczas jego choroby i pochowała go obok ich matki.

Joanna zmarła w połogu, w 1307, w dworze Clare w Suffolk, w Anglii. Została pochowana w tamtejszym klasztorze augustynów. Jej dziecko urodziło się martwe. Podobno ludzie odwiedzający jej grób zostawali wyleczeni z bólu zębów, bólu pleców i gorączki.